# Legge 19 luglio 1902, n. 242
La legge 19 luglio 1902, n. 242 (detta anche legge Carcano dal proponente Paolo Carcano, Ministro delle Finanze durante il Governo Zanardelli è una legge del Regno d'Italia riguardante il lavoro femminile e dei bambini. La norma, salvo lievi modifiche, fu applicata fino al 1936 quando fu introdotto il R.D. 7 agosto 1936, n. 1720.

## Storia
La legge che precedentemente si occupava del lavoro minorile era la Legge Berti del 1886. Essa fissava come limite di età per l'ammissione al lavoro i 9 anni, e proibiva i turni notturni ai minori di 12 anni. Inoltre regolava il lavoro delle donne negli opifici. Questa legge non fu mai del tutto applicata e non vennero mai nominati ispettori da parte dello Stato per verificarne l'applicazione.
Nei successivi 16 anni le spinte dei movimenti operai e dei movimenti femminili portarono il Partito Socialista Italiano a impegnarsi per una legge più protettiva, dunque si giunge alla legge del 1902.

## Analisi
La legge unificava in una disciplina igienico-sanitaria, e assai lacunosa, la tutela delle donne e dei fanciulli. Questa fissava a 12 anni il limite di età per l'ammissione al lavoro dei fanciulli. Lo Stato con una Commissione avrebbe decretato quali lavori particolarmente pericolosi e insalubri sarebbero stati vietati ai minori di 15 anni.
Per quanto riguarda le donne la legge fissava un massimo di 12 ore di lavoro giornaliere, con una pausa di due ore, e vietava per le donne minorenni il lavoro notturno. Fu introdotto per la prima volta il congedo di maternità, che consisteva alle donne in un riposo obbligatorio di quattro settimane dopo il parto, ma non prevedeva alcuna sospensione precedente al parto. Alle puerpere veniva anche permesso l'allattamento, o in una "camera d'allatamento" dello stabilimento (obbligatoria per gli stabilimenti con almeno 50 operaie), o con l'uscita dal posto di lavoro nei modi e tempi definiti da un regolamento interno.